# Synema rubromaculatum
Synema rubromaculatum es una especie de araña cangrejo del género Synema, familia Thomisidae, orden Araneae.

## Distribución
Esta especie se encuentra en América del Sur: Colombia y Brasil.

## Taxonomía
Fue descrita por Keyserling en 1880.
Tratamiento taxonómico
La especie aparece registrada y publicada en Die Spinnen Amerikas. Laterigradae. (Erster Band). Bauer & Raspe, Nürnberg 283 pp., pl. 1–8.